# 三条市立大学
三条市立大学（さんじょうしりつだいがく、英語: Sanjo City University）は、新潟県三条市にある公立大学。公立大学法人三条市立大学によって運営されている。

## 概観
創造性豊かなテクノロジストの養成をするために、工学と技術のマネジメントを融合したスタイルの工学部を目指している。燕三条が持つ地域資源を最大限に生かした知の拠点となり、ものづくりの持続発展に貢献していく。

## 沿革
- 2021年（令和3年）4月 - 公立大学法人三条市立大学の設立と同時に開学[1][2]。
- 2023年（令和5年）2月17日 -「歯科医療関連技術の研究開発及び実用化に係る包括連携に関する協定」を大阪歯科大学と締結[3]。

## 教育および研究

### 学部
- 工学部
  - 技術・経営工学科

## 交通アクセス
- 燕三条駅（JR東日本上越新幹線・弥彦線）より徒歩10分。

## 公式サイト
- 公式ウェブサイト